# Ben Fairclough
Benjamin Michael Stanley Fairclough (* 18. April 1989) ist ein englischer Fußballspieler. Mit Notts County spielte er 2010/11 in der Football League One. Aktuell steht er bei Lincoln United unter Vertrag.

## Karriere
In seiner Jugend spielte Fairclough für Nottingham Forest, wo er auch sein erstes Profijahr verbrachte. Nach einem Testspiel wechselte er zum Lokalrivalen Notts County, die seine Leistung beeindruckte. Sein Debüt für Nott County fand am 12. August 2008 in einem Pokalspiel gegen die Doncaster Rovers statt. 2009 wurde er für kurze Zeit an Ilkeston Town ausgeliehen. In den darauffolgenden Saison spielte Fairclough mit Notts County in der Football League One und Football League Two. Am 10. Mai 2010 wurde bekannt, dass er zusammen mit 7 anderen Spielern freigegeben wurde. Nach vier Monaten als vereinsloser Spieler wechselte er zu Hinckley United. Am 5. März 2011 wurde er zum FC Rocester ausgeliehen. Auf seiner Position auf dem rechten Flügel spielte Fairclough insgesamt 74 Spiele, bei denen er 8 Tore schoss.
Obwohl er bei den Fans von Rocester beliebt war, wechselte er Eastwood Town. In einer Saison dort wurde er keinmal eingesetzt und wechselte schließlich wieder.

### Boston United
Im September 2011 wechselte er zu Boston United. Nach einem schlechten Start wurde er zu einem Liebling der Fans. In 89 Spielen schoss Fairclough 9 Tore. Während seiner drei Jahre wurde er kurz zu Grantham Town ausgeliehen. Nach Ende der Leihe kehrte er zu Boston United zurück.
Im Jahr 2015 wechselte er zu Mickleover Sports, im August desselben Jahren zu Belper Town. Am 20. August hatte er sein Debüt für Belper Town gegen Carlton Town. Dennoch wechselte er 2015 zum dritten Mal, diesmal zu Lincoln United. Die Saison 2016/17 verpasste er wegen einer Verletzung größtenteils, in der darauffolgenden Saison wurde er mindestens drei Mai eingesetzt.

## Persönliches
Fairclough ist der Neffe des Verteidigers Chris Fairclough und ein Cousin des Jugendspielers Jordan Fairclough.